# Olle Strandberg (sångare)
Olof "Olle" Strandberg, född 28 maj 1886 i Stockholm, död 3 januari 1971 i Täby, var en svensk operasångare (tenor).

## Biografi
Strandberg tillhörde en känd familj av operasångare och var son till Max Strandberg. Han studerade vid Musikkonservatoriet och Operaskolan 1903–1908 och scendebuterade 1907 på Stockholmsoperan som Erik i Värmlänningarna. Strandberg ingick i trion "Tre trallande pojkar" och medverkade också i några filmer 1910. Åren 1909–1912 hade han engagemang vid Oscarsteatern och därefter vid Stockholmsoperan. Strandberg blev riddare av Vasaorden 1936.
Strandberg gifte sig 1913 med opera- och konsertsångaren Ebba Nyström (1888–1957)  och 1969 med skådespelaren Anna Lindskog (1891–1983), dotter till godsägaren E.T. Rosén och Elin Holm. Genom sonen Gunnar Strandberg (1915–1968) blev han farfar till Evabritt Strandberg och Charlott Strandberg.
Olle Strandberg är begravd på Norra begravningsplatsen utanför Stockholm.

## Teater

### Roller
| År   | Roll   | Produktion                                                       | Regi | Teater        |
| ---- | ------ | ---------------------------------------------------------------- | ---- | ------------- |
| 1909 | Paris  | Sköna Helena Jacques Offenbach, Henri Meilhac och Ludovic Halévy |      | Oscarsteatern |
| 1910 | Baskir | Mahomets paradis Robert Planquette och Henri Blondeau            |      | Oscarsteatern |
| 1911 | Paris  | Sköna Helena Jacques Offenbach, Henri Meilhac och Ludovic Halévy |      | Oscarsteatern |

## Diskografi

### Album
- Beka
- Hemlängtan / piano (insp. 1909) / 49073
- Hemlängtan / piano (insp. 1909) / S 279
- Jag sjunger och dansar (ur "Wärmlänningarna") / piano (insp. 1909) / S 283
- Jag sjunger och dansar (ur "Wärmlänningarna") / piano (insp. 1909) / 49116
- Romance (ur "Mignon") / piano (insp. 1909) / 49074
- Romance (ur "Mignon") / piano (insp. 1909) / S 279
- Serenad / Bror Arrhenius / piano (insp. 1909) / 49115
- Seterjentens söndag / piano (insp. 1909) / 49117
- Seterjentens söndag / piano (insp. 1909) / S 283, H 937
- Stjärnströdda natt / Bror Arrhenius / piano (insp. 1909) / 49114
- Den siste sångarfursten = The last singing despot. Caprice CAP 21586 (4 cd). 1998. - Innehåll: Figaros bröllop (Mozart). Strandberg som Basilio. Inspelad 1937.

### Låtar
- Kyssvalsen / (Tillsammans med Emma Meissner) / duett till orkester / Concert Record Grammophone V*74118
- Paris entresång / CRG V*72792
- Skeppsgosse lilla / CRG V*72740
- Odeon
- Du gamla du fria / ork. (insp 1923) / A 148844
- Kom du bedrövade (Solskenssång nr 29) / orgel (insp. 30.05.1924) / 5082
- O vore jag där (Solskenssång nr 73) / piano (insp. 30.05.1924) / 5084
- Snart randas en dag (Solskenssång nr 75) / orgel (insp. 30.05.1924) / 5082
- Stilla stunder (Solskenssång nr 125) / piano (insp. 30.05.1924) / 5084
- Sverige / ork. (insp. 1923) / A 148839